# علی صباغیان
علی صباغیان (زاده ۱۳۴۴) استاد دانشگاه، نویسنده، مترجم و پژوهشگر ایرانی است.
او از بنیان‌گذاران روزنامه جهان اقتصاد بوده و برای مدتی سردبیر همشهری دیپلماتیک بود. همچنین سردبیر و عضو هیئت علمی چندین نشریه سیاسی اقتصادی، سردبیر بخش بین‌المللی همشهری آنلاین، دکترای علوم سیاسی، نویسنده کتب و مقالات متعدد، رئیس پژوهشکده ارتباطات فرهنگی بین‌الملل پژوهشگاه فرهنگ، هنر وارتباطات و هم‌اکنون عضو هیئت علمی دانشکده حقوق و علوم سیاسی دانشگاه تهران است.

## کتاب‌های منتشر شده فارسی
- تألیف:
- * اقتصاد دانش بنیان در اتحادیه اروپا. تاليف علي صباغیان و محمود جوادی. انتشارات دانشگاه تهران. تهران . 1397.
- * چشم‌انداز هم‌گرایی در اتحادیه اروپا و روابط آن با جمهوری اسلامی ایران (تألیف فصل سمت وسوی آینده هم‌گرایی اتحادیه اروپا). مؤسسه مطالعات ابرار معاصر. فروردین 1394.  بایگانی‌شده  در ۲۴ مه ۲۰۱۵ توسط Wayback Machine
- * جام‌جهانی فوتبال؛ هویت ملی و منزلت بین‌المللی. پژوهشگاه فرهنگ، هنر و ارتباطات، تهران. مرداد ۱۳۹۳.
- * کتاب اروپا(۱۲)(ویژه‌احزاب و جریان‌های اروپایی)(تألیف فصل لیبرالیسم‌اروپایی در برزخ چپ وراست). مؤسسه مطالعات ابرار معاصر. فروردین 1392.  بایگانی‌شده  در ۱۲ سپتامبر ۲۰۱۴ توسط Wayback Machine
- * شکست چندفرهنگ گرایی و مسلمانان اروپا. پژوهشگاه فرهنگ، هنر و ارتباطات، تهران. اردیبهشت ۱۳۹۲.* * نقش میانجیگری در حل و فصل اختلافات بین‌المللی. دفتر مطالعات سیاسی بین‌المللی وزرات امور خارجه. تهران. ۱۳۷۶. بایگانی‌شده  در ۱۷ دسامبر ۲۰۱۳ توسط Wayback Machine
- * صنعت بیمه‌والحاق به سازمان جهانی تجارت (تألیف مشترک. پژوهشکده بیمه مرکزی ایران. تهران. ۱۳۸۵.
- * ساختار، قواعد وموافقتنامه‌های سازمان جهانی تجارت (تألیف مشترک). دفتر نمایندگی تام‌الاختیار تجاری جمهور اسلامی ایران و شرکت و چاپ و نشر بازرگانی. تهران. ۱۳۸۵.
- ترجمه:
- * نظم جهانی و منطقه گرایی جدید.ترجمه علي صباغیان و محمود جوادی. انتشارات خرسندی، تهران. 1396.
- * تجارت آزاد و فرهنگ:اصول‌والزامات سازمان جهانی تجارت در زمینه فرهنگ ملی. پژوهشگاه فرهنگ، هنر وارتباطات. تهران. ۱۳۸۸.
- * جهانی شدن. فرصت‌ها و چالش‌ها. (ترجمه مشترک). شرکت چاپ و نشر بازرگانی. تهران. ۱۳۸۴
- * نا امنی جهانی: بررسی چهره دوم جهانی شدن. (ترجمه مشترک). انتشارات پژوهشکده مطالعات راهبردی. تهران. ۱۳۸۰.
- * جهانی شدن:چالش‌ها و فرصت‌ها. (ترجمه مشترک). انتشارات پژوهشکده مطالعات راهبردی. تهران. ۱۳۸۰.

## جایزه‌ها
پژوهشگر برتر پژوهشگاه فرهنگ، هنر و ارتباطات در سال ۱۳۸۹.
روزنامه‌نگار برتر کشور در رشته سرمقاله و یاداشت ودریافت قلم بلورین ششمین جشنواره مطبوعات ایران در سال ۱۳۷۸.
روزنامه‌نگار برتر کشور در زمینه مقاله اقتصادی و دریافت قلم بلورین نهمین جشنواره مطبوعات ایران سال ۱۳۸۱.
تقدیر در دومین جشنواره نفت ورسانه. سال ۱۳۸۳.